# Слобода-Рашків
Слобода-Рашків (рос. Слобода-Рашков; рум. Slobozia-Rașcov) — село в Кам'янському районі в Молдові (Придністров'ї).
Село утворює Слобода-Рашківську сільську раду.
У селі проживає велика громада українців. Згідно з переписом населення 2004 року - 43,3%.
Батьківщина Петра Геркуліана Мальчука, першого в історії архієпископа Києво-Житомирського Римо-Католицької Церкви (* 1965-2016).
У безпосередній близькості від села проходить молдавсько-український кордон. Діє пункт пропуску через кордон Валя Туркулуй—Олексіївка.